# Cuiner

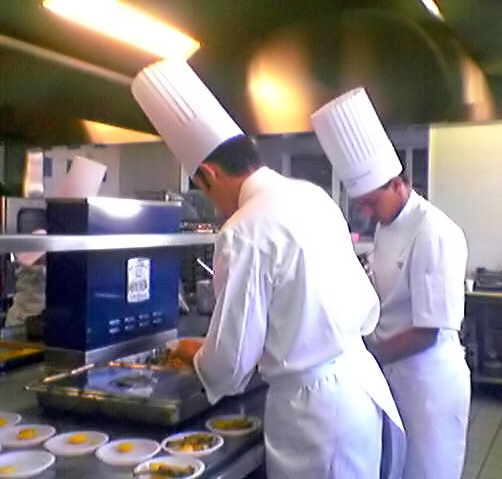
Xef executiu i un cuiner a París, França.

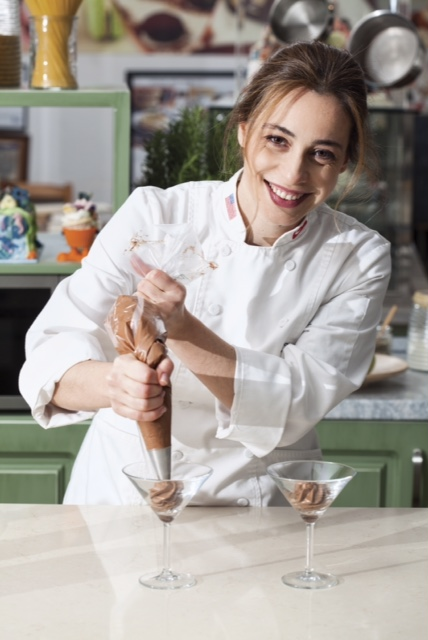
Deniz Orhun, xef pastissera.

Un cuiner o una cuinera és una persona que cuina per ofici i professió. Segons els seus coneixements i funcions s'estableix la següent jerarquia, de menor a major responsabilitat: Ajudant o ajudant de cuina, Cuiner, Sous Xef (Assisteix el xef), Xef (amb diferents nivells, de menor a major: de partie, executiu, carnisser, pastisser ...). O també: Ajudant de cuina, Cuiner, Segon cap de cuina (podent ser encarregat d'una o diverses partides), Cap de cuina.
Xef és tot aquell que a banda d'aprendre l'ofici, té estudis culinaris, aquest no solament cuina, també pren plats de la cuina tradicional (mundial) i al seu torn crea plats convertint-los en Art. També hi ha la denominació de Xef Steward que és el responsable de la neteja i manteniment de la cuina i equips. En un restaurant o hotel xef es fa servir per designar el cap (en francès xef) de la cuina. El xef té al seu càrrec a una sèrie de persones que desenvolupen tasques i ajuden en l'elaboració dels plats, però que no són totalment responsables del sabor final d'aquests.
Sous Chef és el segon a càrrec dins de la cuina. Aquesta sota el comandament del Xef. Generalment aquesta en els continguts de les matèries en una cursa acadèmiques de gastronomia.